# Thomas Metzinger
Thomas Metzinger (Frankfurt, 12 de març de 1958) és un filòsof alemany i professor a la Universitat de Magúncia Johannes Gutenberg. Del 2018 al 2020, Metzinger va treballar com a membre del Grup d'Experts d'Alt Nivell sobre Intel·ligència Artificial de la Comissió Europea. També és membre fundador de l'Association for the Scientific Study of Consciousness el 1994 a Berkeley, on va ser membre de la junta de 1995 a 2008 i president de 2009 a 2011.

## Obra publicada
- (1985) Neuere Beiträge zur Diskussion des Leib-Seele-Problems. Peter Lang, Frankfurt am Main, ISBN 3-8204-8927-4
- (1993) Subjekt und Selbstmodell. Die Perspektivität phänomenalen Bewußtseins vor dem Hintergrund einer naturalistischen Theorie mentaler Repräsentation. mentis, Paderborn, ISBN 3-89785-081-8
- (2003) Being No One. The Self-Model Theory of Subjectivity. MIT Press, Cambridge, Massachusetts., ISBN 0-262-13417-9 (Hardcover)/ISBN 0262633086 (Paperback)
- (2009) The Ego Tunnel - The Science of the Mind and the Myth of the Self Basic Books, New York, ISBN 0-465-04567-7
- (2011) Being No One. The Self-Model Theory of Subjectivity. Cambridge MA: MIT Press. Kindle edition; ASIN: B004ELBJ56

Com a editor
- (1995) Bewußtsein – Beiträge aus der Gegenwartsphilosophie., Paderborn, mentis, Paderborn, ISBN 3-89785-012-5
- (2000) Neural Correlates of Consciousness – Empirical and Conceptual Questions. MIT Press, Cambridge, Massachusetts., ISBN 0-262-13370-9 (Hardcover)
- (2006) Grundkurs Philosophie des Geistes – Band 1: Phänomenales Bewusstsein mentis, Paderborn, ISBN 3-89785-551-8
- (2010) Grundkurs Philosophie des Geistes – Band 3: Intentionalität und mentale Repräsentation mentis Paderborn, ISBN 978-3-89785-553-3. All three volumes can be purchased for 78 Euros, ISBN 978-3-89785-554-0.
- (2015, amb Jennifer M. Windt). Open MIND-collection, Frankfurt am Main: MIND Group. ISBN 978-3-95857-102-0
- (2017, amb Wanja Wiese). Philosophy and Predictive Processing-collection, Frankfurt am Main: MIND Group. ISBN 978-3-95857-138-9
- (2020, amb Raphaël Millière). Radical Disruptions of Self-Consciousness, Frankfurt am Main: MIND Group. ISSN 2699-0369